# 浜田善右衛門
浜田 善右衛門（はまだ ぜんえもん）は、戦国時代から安土桃山時代にかけての武将。長宗我部氏の家臣。
主君・長宗我部元親が讃岐国藤ノ目城（藤目城）を落とした後に桑名太郎左衛門と共に守将に任じられた。その後香川之景らに攻められ城を失う。天正6年（1578年）に再度藤ノ目城攻めに加わり戦死した。